# 和田茂実
和田 茂実（わだ しげざね、生没年不詳）は、南北朝時代の武将。 

## 経歴・人物
越後国奥山荘北条の地頭。正慶2年/元弘3年（1333年）2月、所領を安堵され、新田義貞の庇護を受ける。建武3年/延元元年（1336年）足利尊氏に従い、下野権守に任命され、南朝方と戦う。